# شكشوكة
الشكشوكة هو طبق من البيض المسلوق في صلصة الطماطم وزيت الزيتون والفلفل والبصل والثوم، وعادة ما يكون متبل بالكمون والبابريكا والفلفل الحار. وفقًا لجوان ناثان نشأت الشكشوكة في شمال إفريقيا العثمانية في منتصف القرن السادس عشر بعد أن أدخل إرنان كورتيس الطماطم إلى المنطقة كجزء من التبادل الكولومبي.
يشتهر هذا الطبق في كل من في اليمن وتونس والجزائر ومصر وفلسطين وشمال أفريقيا عموماً.

## اصل التسمية
كلمة شكشوكة هي مصطلح عربي مغاربي يعني "خليط". وفقا لماري فيتزجيرالد ، يعتقد أن الكلمة تأتي من اللغات البربرية ، على الرغم من أن معظم المصادر تتفق على أصل المصطلح العربي. في المغرب ، يشار إليها باسم بيض ومطيشة "البيض والطماطم". قد يكون مصطلح شكشوكة مشتقا من كلمة "شاك" ، وهي كلمة عربية أخرى تعني "الجمع بين الأشياء معا" ، حيث يجمع الطبق بين الطماطم والفلفل الحار والبيض.

## الأصل
لا يزال أصل الطبق محل جدل مع ادعاءات متنافسة من أصول ليبية ومغربية وتونسية وتركية وجزائرية ويمنية 

## المكونات
تختلف مكوناتها من جهة إلى أخرى، وحسب طرق مختلفة يمكن أن يوضع فيها أي نوع من الخضروات:
- بصل
- طماطم
- فلفل حلو أو حار
- ثوم (في بعض البلدان)
- زيت زيتون
- توابل
- بيض

|  |  |  |  |

## طريقة التحضير
تُوضع الخضر المتنوعة في وعاءٍ ثم تُسخن حتى تذبل وتنضج جيدًا. يمكن إضافة كميةً قليلةً من الماء.
بعد ذلك نضيف الزيت لتقلية المحتويات في قدر أو في مقلاة حسب الكمية. بعد أن تسخن نضيف البيض.

## الاختلافات
العديد من الاختلافات في الصلصة الأساسية ممكنة متفاوتة في التوابل والحلاوة. يضيف بعض الطهاة الليمون المخلل أو أجبان حليب الأغنام المالحة أو الزيتون أو الهريسة الحارة أو النقانق الحارة مثل الجريثة أو المرقاز. الشكشوكة مصنوعة من البيض ، الذي يتم سلقه بشكل شائع ولكن يمكن أيضا خلطه ، كما هو الحال في منمن التركية.
في الجزائر، تؤكل الشكشوكة عادة كطبق جانبي، وهناك أشكال لا حصر لها منها، ولكل منها مزيج فريد من المكونات. أحد هذه الاختلافات هو الحميص ، والذي غالبا ما يتم تقديمه جنبا إلى جنب مع خبز الكسرة التقليدي. يشمل الحميص عادة الفلفل المشوي والطماطم والثوم. في تونس ، يتم الاستمتاع بطبق مماثل يسمى السلاطة المشوية ، لكنه يختلف عن حميص مع إضافة البصل والكمون والتونة.
يمكن صنع بعض أشكال الشكشوكة من لحم الضأن المفروم والتوابل الكاملة المحمصة واللبن والأعشاب الطازجة. يمكن أن تشمل التوابل الكزبرة المطحونة والكراوية والفلفل الحلو والكمون والفلفل الحار. يمكن للطهاة التونسيين إضافة البطاطس أو الفاصوليا العريضة أو قلوب الخرشوف أو الكوسة إلى الطبق. و يمكن استخدام طبق من اصل الشمال الأفريقي يسمى مطبوخة كقاعدة للشكشوكة.
ولأن البيض هو المكون الرئيسي، فإنه غالبا ما يظهر في قوائم الإفطار في البلدان الناطقة باللغة الإنجليزية، ولكن في العالم العربي هو أيضا وجبة مسائية شعبية مثل الحمص والفلافل، هو المفضل في بلاد الشام. على الجانب ، يمكن تقديم الخضروات المخللة والنقانق التي من اصل شمال أفريقي المسماة بمرقاز، أو ببساطة الخبز ، مع الشاي بالنعناع.
في الثقافة اليهودية ، يتم إعداد مجموعة كبيرة من مرق الطماطم لعشاء السبت وتستخدم بقايا الطعام في صباح اليوم التالي لإعداد وجبة الإفطار شكشوكة مع البيض. في المطبخ الأندلسي ، يعرف الطبق باسم "huevos a la flamenca" تتضمن هذه النسخة من الوصفة الجريثة و لحم الخنزير. في المطبخ الإيطالي ، هناك نسخة من هذا الطبق تسمى "uova in purgatorio" تضيف الثوم أو الريحان أو البقدونس.
و النباتيون يستبدلون البيض بالتوفو.

## القيمة الغذائية
بحسب موقع ملصق، لكل 100 جرام، فإن الشكشوكة السعودية تحتوي على مايلي:
- السعرات الحرارية: 71
- الكربوهيدرات: 4.5 جرام
- الدهون: 5 جرام
- البروتين: 3 جرام